# Crataegus remotilobata
Crataegus remotilobata är en rosväxtart som beskrevs av Raik. och Mikhail Grigoríevič Popov. Crataegus remotilobata ingår i Hagtornssläktet som ingår i familjen rosväxter. Inga underarter finns listade i Catalogue of Life.